# Kinalua

Mapa starożytnego Bliskiego Wschodu ok. 1000-800 p.n.e. z zaznaczonymi najważniejszymi aramejskimi i nowohetyckimi królestwami

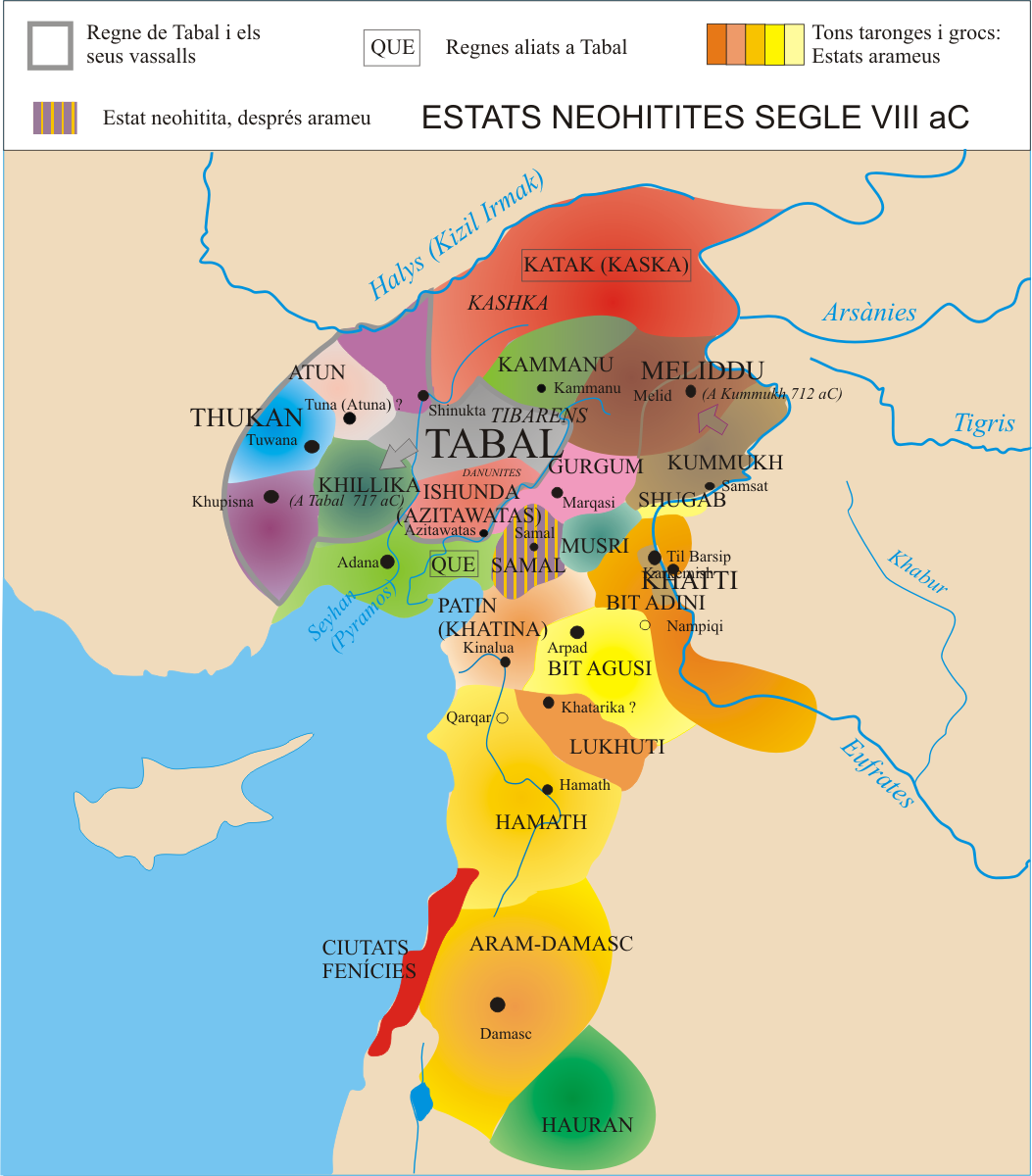
Mapa południowej Anatolii i północnej Syrii w VIII w. p.n.e. z zaznaczonym położeniem królestwa Pattin (Patin) i jego stolicy Kinalua

Podział administracyjny imperium asyryjskiego w czasach króla Aszurbanipala. Prowincja Kullania znajduje się nad brzegiem Morza Śródziemnego

Kinalua (też Kunalua, Kunulua, Kinalia, Kunalia, Kullani, Kullania) – miasto w starożytnej Syrii znane ze wzmianek w tekstach asyryjskich, stolica nowohetyckiego królestwa Pattin (asyryjskie Unqi), identyfikowane najczęściej ze stanowiskiem Tell Tayinat w Turcji.

## Nazwa
W tekstach asyryjskich z czasów panowania królów Aszurnasirpala II (883-859 p.n.e.), Salmanasara III (858-824 p.n.e.) i Tiglat-Pilesera III (744–727 p.n.e) miasto to wzmiankowane jest pod nazwami Kinalua, Kunalua, Kunulua, Kinalia i Kunalia (zapisywane uruki/ku-na/nu-lu/li-a), natomiast w tekstach z okresu panowania Sargonidów występuje pod zmienioną nazwą Kullani(a) (zapisywane urukul-la-ni-i/a), będącą najprawdopodobniej dialektalną formą wcześniejszej nazwy Kinalua. Pod nazwami Kalneh i Kalno miasto to wzmiankowane jest również w Starym Testamencie (Księga Amosa 6:2; Księga Izajasza 10:9). 

## Dzieje miasta
W inskrypcjach asyryjskich Kinalua nazywana jest „królewskim miastem” (āl šarrūti) królestwa Unqi (Pattin). W 870 r. p.n.e. Aszurnasirpal II w trakcie swojej zachodniej kampanii wojennej dotarł do tego miasta, gdzie Lubarna, król Pattin, poddał mu się bez walki i złożył trybut. Wyjeżdzając z Kinaluy Aszurnasirpal II zabrał ze sobą licznych zakładników (w tym siostrzenicę Lubarny), a piechota i jazda z Pattin zasiliły asyryjską armię. Kilkadziesiąt lat później, najprawdopodobniej w 831 r. p.n.e., gdy drugi król Pattin o imieniu Lubarna został zamordowany przez swoich własnych ludzi w trakcie powstania, Salmanasar III, syn i następca Aszurnasirpala II, wysłał do Pattin asyryjską armię pod dowództwem Dajjan-Aszura, naczelnego dowódcy wojsk (turtānu). Asyryjskie wojska zajęły Kinaluę, król Pattin, Surri, który uzurpował tron, wkrótce zmarł, a buntownicy zostali wbici na pale. Na nowego króla Pattin Dajjan-Aszur wyznaczył niejakiego Sasi z kraju Kurussa. Przed opuszczeniem Pattin Dajjan-Aszur przyjął od Sasi trybut i umieścił w świątyni w Kinalua asyryjską stelę. Wiele lat później, w 738 r. p.n.e., gdy Tutammu, ostatni król Pattin, zbuntował się przeciw Asyrii, asyryjski król Tiglat-Pileser III zajął jego królestwo, a jego samego usunął z tronu. Kinalua została zdobyta i złupiona, a do zarządzania nią wyznaczony został asyryjski gubernator. Na rozkaz Tiglat-Pilesera III do Kinaluy i innych miast królestwa Unqi przesiedlona została ludność deportowana ze wschodu. 

## Asyryjska prowincja
Po pokonaniu w 738 r. p.n.e. Tutammu, króla Pattin, Tiglat-Pileser III zaanektował jego królestwo i przekształcił je w asyryjską prowincję. W tekstach asyryjskich prowincja ta nosi nazwę Kullani(a), która wydaje się być dialektalną wersją nazwy Kinalua. Jest to tym bardziej prawdopodobne, iż w Asyrii nowe prowincje nazywano często od ich stolic, a tymi były z reguły dawne stolice podbitych królestw. Prowincja obejmowała najprawdopodobniej obszar leżący pomiędzy wybrzeżem Morza Śródziemego a rzeką Orontes, stanowiący współcześnie część tureckiej prowincji Hatay. Kinalua, już jako Kullani, wzmiankowana jest w asyryjskiej kronice eponimów, która we wpisie odnoszącym się do wydarzeń z 738 r. p.n.e. podaje, że „(za eponimatu) Adad-belu-ka’’ina, gubernatora Aszur, Kullani zostało zdobyte”. Manzerne, gubernator prowincji Kullania, wymieniany jest w tym samym źródle jako limmu (eponim) w 684 r. p.n.e.. Prowincja wzmiankowana jest w tekstach administracyjnych z czasów panowania Sargona II (722-705 p.n.e.) oraz w listach z czasów panowania Asarhaddona (681-669 p.n.e.) i Aszurbanipala (669-627? p.n.e.). 

## Kullania w Biblii
W dwóch miejscach Starego Testamentu Kullania (występująca pod nazwami Kalneh i Kalno) wymieniana jest wraz z królestwami podbitymi przez Asyryjczyków: z Hamat (Księga Amosa 6:2) i Karkemisz (Księga Izajasza 10:9).